# Lunar Pool
Lunar Pool, conocido como Lunar Ball ( ル ナ ー ボ ー ル  Runa Boru?) en Japón, es un videojuego de simulación de pool combinado con aspectos de la minigolf, creado por Compile para el Nintendo Entertainment System y MSX, en el que cada etapa es una mesa de billar en forma diferente. Hay sesenta niveles para elegir, y la fricción de la mesa es ajustable.
Fue lanzado para la Wii en la América del Norte Consola Virtual el 22 de octubre de 2007.

## Jugabilidad
Lunar Pool se juega en tableros de diferentes formas, en el que el jugador tiene que disparar a la bola blanca para golpear otras bolas de colores en los agujeros. Si el jugador no consigue meter al menos una bola de color en tres turnos consecutivos, entonces el jugador pierde una vida. Además, si el jugador mete su propia bola blanca, pierde una vida.
Si un jugador mete todas las bolas de colores en un nivel de forma consecutiva y sin fallo, el jugador recibirá un "perfecto!" y se añadirán los puntos de bonificación a la puntuación del jugador.
En el menú del juego existe un selector de niveles (1-60) así como modificar la coificiente de fricción (0-255) estos valores van a determinar la movilidad de las bolas en el escenario.
Existe un indicador llamado rate el rate mide la actuación que tiene el jugador respecto a las bolas que has encajado este rate te hace dar más puntos adicionales

## Modos
Lunar Pool o bien se puede jugar solo, contra otro jugador, o contra el ordenador. Si el juego se juega contra otro jugador o el equipo, los jugadores se turnan para disparar la bola blanca. Si un jugador no puede meter al menos una de las bolas de colores en un agujero o mete su propia bola blanca, entonces será el turno del oponente.

## Legado
En la telenovela María la del Barrio, el personaje José María (Roberto Blandón) juega Lunar Pool en un NES.